# 26376 Робороса
26376 Робороса (26376 Roborosa) — астероїд головного поясу, відкритий 11 березня 1999 року.
Тіссеранів параметр щодо Юпітера — 3,312.